# Edward Brookfield
Edward Williams Hamilton Brookfield (ur. 24 czerwca 1880 w Canterbury, zm. 8 lutego 1965 w Chelsea w Londynie] – brytyjski szermierz, członek brytyjskiej drużyny olimpijskiej w 1908, 1912, 1924 oraz 1928 roku.